# Vorhersagemodell
In der Statistik bezeichnet man als Prognosemodell oder Vorhersagemodell ein Modell, das eine Prognose der abhängigen Variablen y liefert und dazu einen funktionalen Zusammenhang verwendet, der durch ein Regressionsverfahren ermittelt wurde. Wenn zusätzliche x-Werte ohne zugehörigen y-Wert vorliegen, kann das angepasste Modell zur Vorhersage des Wertes von y verwendet werden.
Andere Vorhersagemodelle gibt es für Zeitreihen, siehe dazu z. B. unter Lineare Vorhersage.

## Prognosemodell
In der multiplen linearen Regression ergibt sich das Prognosemodell durch
{\displaystyle \mathbf {y} _{0}=\mathbf {X} _{0}{\boldsymbol {\beta }}+{\boldsymbol {\varepsilon }}_{0}},
wobei
- {\displaystyle \mathbf {y} _{0}} den Vektor zukünftiger abhängiger Variablen darstellt und
- {\displaystyle \mathbf {X} _{0}} die Matrix der erklärenden Variablen zum Zeitpunkt {\displaystyle T_{0}}.

Die Prognose wird dargestellt als {\displaystyle {\hat {\mathbf {y} }}_{0}=\mathbf {X} _{0}\mathbf {b} }.

## Prognosefehler
Aus o. g. Darstellung ergibt sich der Prognosefehler oder Vorhersagefehler {\displaystyle {\hat {\mathbf {y} }}_{0}-\mathbf {y} _{0}=\mathbf {X} _{0}(\mathbf {b} -{\boldsymbol {\beta }})-{\boldsymbol {\varepsilon }}_{0}} mit folgenden Eigenschaften:
- der Erwartungswert des Prognosefehlers ist im Mittel null: {\displaystyle \operatorname {E} ({\hat {\mathbf {y} }}_{0}-\mathbf {y} _{0})=\operatorname {E} (\mathbf {X} _{0}(\mathbf {b} -{\boldsymbol {\beta }})-{\boldsymbol {\varepsilon }}_{0})=\mathbf {0} }
- die Varianz-Kovarianzmatrix des Prognosefehlers lautet: {\displaystyle \operatorname {E} [({\hat {\mathbf {y} }}_{0}-\mathbf {y} _{0}-\operatorname {E} ({\hat {\mathbf {y} }}_{0}-\mathbf {y} _{0}))(({\hat {\mathbf {y} }}_{0}-\mathbf {y} _{0}-\operatorname {E} ({\hat {\mathbf {y} }}_{0}-\mathbf {y} _{0}))^{\top }]=\sigma ^{2}[\mathbf {X} _{0}(\mathbf {X} ^{\top }\mathbf {X} )^{-1}\mathbf {X} _{0}^{\top }+\mathbf {I} ]}.

Oft ist man daran interessiert, für einen neuen Wert {\displaystyle x_{0}} die Realisierung der endogenen (= abhängigen) Variablen {\displaystyle y_{0}} zu schätzen. Beispielsweise könnte {\displaystyle x_{0}} der geplante Preis eines Produktes und {\displaystyle y_{0}} der Absatz sein. In diesem Fall nimmt man ein einfaches Regressionsmodell an. Der prognostizierte Funktionswert {\displaystyle {\hat {y}}_{0}} der exogenen (= unabhängigen) Variablen {\displaystyle x_{0}} ist dann gegeben durch
{\displaystyle {\hat {y}}_{0}=b_{0}+b_{1}x_{0}}
Da man den Wert der endogenen Variablen nie genau vorhersehen kann, ergibt sich immer ein Schätzfehler. Dieser Fehler wird als Prognosefehler bezeichnet und ergibt sich aus
{\displaystyle e_{p}:={\hat {y_{0}}}-y_{0}}
Ist die wahre Prognosegleichung unbekannt, so ist auch der Prognosefehler unbekannt. Trotzdem ist es möglich, eine Aussage über die Präzision des Prognosefehlers zu machen. Die Prognose gilt theoretisch als präzise, da der Fehler im Mittel 0 ist:
{\displaystyle \operatorname {E} ({\hat {y}}_{0}-y_{0})=\operatorname {E} (x_{t1}{\hat {\beta }}_{1}+x_{t2}{\hat {\beta }}_{2}+\ldots +x_{tK}{\hat {\beta }}_{K}-(x_{t1}\beta _{1}+x_{t2}\beta _{2}+\ldots +x_{tK}\beta _{K}+\varepsilon _{t}))=0}.
Die gemittelte Summe der Prognosefehler ergibt den mittleren absoluten Fehler.

## Prognoseintervall
In der Inferenzstatistik ist ein Prognoseintervall (Vorhersageintervall), ein Bereich, in dem der zu prognostizierende Wert {\displaystyle \mathbf {y} _{0}} mit einer bestimmten (hohen) Wahrscheinlichkeit ex ante zu vermuten ist.